# Beyblade
Beyblade, conocido en Japón como Bakuten Shoot Beyblade (爆転シュートベイブレードBakuten Shūto Beiburēdo), es un manga japonés escrito e ilustrado por Takao Aoki para promover las ventas de trompos llamados "Beyblades". Serializado originalmente en Coro Coro Comic entre agosto de 1999 junio de 2004, se recogieron los capítulos individuales y publicados en 14 tankōbon por Shogakukan. La serie se centra en un grupo de niños, quienes forman equipos con los que luchan entre sí utilizando Beyblades.
El manga está licenciado para el lanzamiento en idioma inglés en América del Norte por Viz Media . Una adaptación al anime, titulado también Beyblade y que abarca 51 episodios, emitidos en Japón en TV Tokyo del 8 de enero de 2001 hasta el 24 de diciembre de 2001. La segunda, Beyblade V-Force , con otros 51 episodios del 7 de enero de 2002 hasta el 30 de diciembre de 2002. Beyblade G-Revolución , la tercera y última adaptación, también se extendió por 52 episodios (los dos últimos episodios fueron lanzados juntos como un doble longitud especial en Japón) y se emitió el 6 de enero de 2003, hasta su conclusión el 29 de diciembre de 2003. Hasbro Studios y Nelvana Limited licencia del anime para un lanzamiento en idioma inglés. Takara Tomy ha desarrollado el Beyblade línea de juguetes. Pero marcas como flame hacen que las estafas sean mayores cuando quieres comprar uno

## El juguete Beyblade
Beyblade (ベイブレード Beiburēdo?) es un tipo de trompo desarrollado y fabricado por Takara como una fusión moderna del Koma y el Beigoma, dos tipos de trompos japoneses tradicionales con los que los niños japoneses han jugado por siglos.

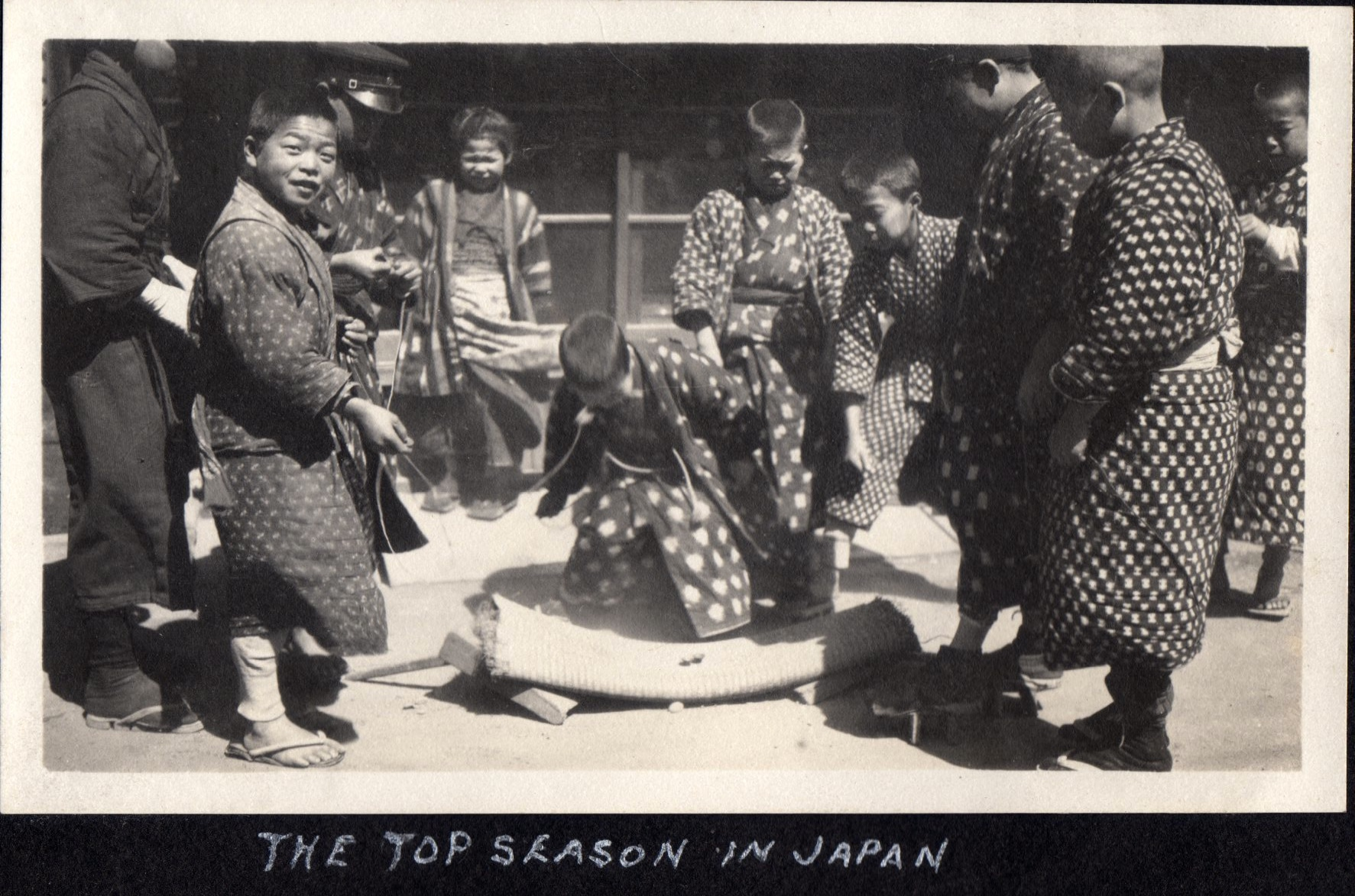
Niños japoneses a inicios del jugando con Beigomas, un tipo de trompo tradicional japonés que inspiró la creación del Beyblade.

La introducción del juguete en Japón correspondió con la difusión de una serie de la televisión del anime del mismo nombre. En 2002, Hasbro comenzó a vender los juguetes de Beyblade internacionalmente (bajo licencia de Takara Tommy) junto con los países coordinados por el comienzo de la serie de TV. La línea de juguetes de Beyblade pasó a ser una de las líneas más populares de juguetes del mundo a partir de 2000-2002 y en 2005 100 millones de unidades habían sido vendidas en todo el mundo. Estos juguetes son famosos en América, Asia y Europa.
Las reglas básicas del juego Son: se compite normalmente por dos jugadores (aunque también suelen participar en grupos). Cada uno lanza su Beyblade sobre un plato de forma cóncava, y el objetivo del juego es derribar al rival (la persona contraria) fuera de este espacio que se compite.

## Historia

### Serie original
La historia de Beyblade gira en torno a los Bladebreakers; competidores en su mayoría apasionados por ganar el Campeonato Mundial de Beyblade.
Tyson Granger inicia su carrera de Bey-luchador en el torneo regional de su ciudad patrocinado por la BBA con la esperanza de ser el mejor Bey-luchador en Japón, enfrentar grandes adversarios y conquistar grandes torneos acompañado de su bestia Bit "Dragoon" y su gran amigo Kenny "el jefe" como apoyo táctico. Tyson participa y progresivamente se coloca en la Semifinal contra Ray Kon, a quién tras una dura lucha vence y después, se enfrenta a Kai Hiwatari quién ha eliminado a Max, otro competidor entusiasta; progresivamente Kai se convertirá en su rival más grande y complejo dada la opuesta personalidad de ambos. Tyson y Kai entablan una feroz lucha para determinar quien sería el campeón regional, levantándose Tyson con la victoria. Al concluir el torneo, se revela que Tyson, Kai, Ray, Max y Kenny han sido seleccionados en un equipo patrocinado por el Sr Dickenson (Directivo de BBA) para representar a Japón en los Campeonatos Mundiales de Beyblade: China, Estados Unidos y Rusia. Este equipo es nombrado por Tyson los BladeBreakers. 
Tyson y sus amigos toman rumbo hacia China, para el Torneo Asiático, ahí entre varios adversarios de talla formidable, se encuentran con los "White Tigers" (antiguo equipo de Ray). Siendo evidente que el antiguo equipo de Ray guarda rencor contra él por abandonarlos anteriormente, se producen las competencias en niveles parejos de destreza y dominio, pero hacia el final del torneo chino y con los BladeBreakers conquistando su segunda copa, Ray y sus excompañeros se vuelven aliados. 
Después de esto, el equipo se dirige a los EE. UU. para combatir a los All Starz, quienes son entrenados por la Dra Judy Tate, madre de Max. Con nuevos retos y adversidades aventajadas por las nuevas tecnologías, los Bladebreakers son puestos a prueba en una lucha de corazón y astucia por encima de la retadora amenaza tecnológica propia de sus rivales.
Después de ganar el torneo de EE. UU., el equipo ha de viajar a Europa, con el fin de llegar prontamente a Rusia para inscribirse en la última fase del Campeonato Mundial y aventajar el entrenamiento. En Europa, durante un descanso turístico, los BladeBreakers se encuentran con un muchacho misterioso llamado Oliver, considerado uno de los 4 mejores jugadores de Beyblade de Europa. Tyson sin perder oportunidad, lo desafía y consigue empatar una Beybatalla con él. Oliver a su vez, le anima que vaya a ver a Enrique, el actual Campeón de Europa. Cuando los BladeBreakers van a buscar a Enrique, Tyson lo desafía y pierde. En una revancha, Tyson gana su segundo encuentro. Enrique les menciona que aún no han ganado del todo, porque le falta a Tyson derrotar al Beyblader que Enrique considera el mejor: Robert. Antes de irse a Rusia, los BladeBreakers desafían a los 4 mejores de Europa (Oliver, Enrique, Johnny y su líder Robert) a una Beybatalla en el Estadio Olímpico, donde resultan victoriosos. 
Una vez en Rusia, Tyson y sus amigos conocen a los "Demolition Boys", los campeones rusos, que son despiadados y obsesionados con el poder y la ambición respaldada por un alto nivel de entrenamiento y eficiencia en sus combates. Los Bladebreakers descubren que los miembros de Demolition Boys son simplemente herramientas para la Corporación BIOVOLT, dirigida por el abuelo de Kai, Voltaire, y Boris, un genio criminal en colaboración con el primero para capturar las bestias Bit de los competidores en una sola peonza que posteriormente tendrá uso armamentista. Inicialmente, Kai es incitado por Boris para unirse a los Demolition Boys en la búsqueda final de perfección y dominio propios de un audaz competidor, logrando que Kai abandone a su antiguo equipo para en el proceso adoptar a Black Dranzer, una versión mejorada de Dranzer que su fuerza depende de su Beyluchador. Sin embargo, se da cuenta de sus errores y vuelve a unirse a los Bladebreakers. Los Bladebreakers logran derrotar a los Demolition Boys en la batalla final de Tyson contra Tala (la cual fue llevada a límites inimaginables al combatir en una dimensión paralela encerrados en un iceberg provocado por el choque de sus beyblades), convirtiéndolos en los campeones del mundo. 
Al final, Kai agrega que los BladeBreakers ya no existen, así que no tiene motivo para no desafiar a Tyson. Batalla con la cual termina la primera temporada.

### Beyblade V-Force
Tras ganar el campeonato mundial de Beyblade, los BladeBreakers han decidido irse por caminos separados y continuar con sus vidas normales, pero rápidamente su paz es interrumpida cuando un grupo de científicos conocidos como el Equipo Psykick y un grupo de Beyluchadores encapuchados conocidos como los Saint Shields, conformados por Ozuma, Dunga, Mariam y su hermano menor Joseph comienzan a atacar y a acosar de cerca a los BladeBreakers, donde estos intentan robar por todos los medios sus respectivas bestias bit, ante este constante ataque de ambos equipos, los Bladebreakers vuelven a reunirse para derrotar a sus respectivos enemigos en un intento por proteger sus Bestias Bit. Paralelamente se les une a los BladeBreakers una compañera de la misma clase de Tyson llamada Hilary Tachibana (Hiromi Tachibana) pero esta última necesita algo de tiempo para aprender que el Beyblade no sólo es un juego estúpido como piensa que es.
En un intento de robar las cuatro Bestias Bit de los BladeBreakers, el Equipo Psykick crea cuatro Bestias Bit cibernéticas tomando como base los datos de las bestias bits originales de los BladeBreakers y reclutan cuatro beyluchadores expertos llamados Kane, Salima, Goki y Jim para controlar las Bestias bit ciberneticas y sus respectivos blades. Estos adolescentes fueron beyluchadores de corazón puro e inocente con grandes ambiciones, pero el poder oscuro de las Bestias bit ciberneticas toman control poco a poco sobre sus mentes y los convierten en personas malas. La primera mitad de la segunda temporada termina con los BladeBreakers derrotando al Equipo Psykick. Tyson, Ray, Kai y Max batallan contra Kane, Salima, Goki y Jim, respectivamente y los derrotan y destruyen las bestias bits cibernéticas del equipo Psykick y todo vuelve a su estado normal y recuperan la conciencia. La segunda mitad de la temporada 2 se refiere a la verdad de por qué el equipo de los Saint Shields y el equipo Psykick están detrás de las Bestias bit de los BladeBreakers y sobre una roca que la madre de Max encontró que contiene Bestias bits, las cuales les ha robado el equipo Psykick.
La razón de que Saint Shields intenta robar las 4 bestias bits sagradas (Dragoon, Dranzer, Draciel y Driger) es porque desean sellarlas en la roca, porque temen que las bestias bits podrían salirse de control, como lo hicieron en el pasado. Los Saint Shields combaten contra los Bladebreakers y comienzan su movimiento y logran sellar la bestia bit de Ray; Driger en la roca. Más tarde Ray reclama a Driger y vence a todos los Saint Shields enfentandolos en equipo. El líder del equipo Psykick, el Dr. Zagart, resulta que quiere que las Bestias Bit convientan a su hijo androide Zeo (una réplica exacta de su hijo, que murió en un accidente de auto) en un ser humano real.
Después de derrotar al Saint Shields, Tyson se hace amigo de Zeo sin saber que él es el hijo del líder del equipo Psykick. Zeo no se da cuenta de que es un cyborg y que su padre está detrás de todos los planes del Equipo Psykick. Más tarde Zeo se entera de su pasado y decide ayudar a su padre en sus planes. El Dr. Zagart da a Zeo una bestia bit llamada Burning Cerberus, la más fuerte de las bestias bit selladas en la roca que habían robado. Zeo entra en el campeonato mundial de Beyblade con el motivo de derrotar a todos los miembros de los BladeBreakers y robarles sus bestias bits. En el torneo Zeo derrota a Kai y Max y roba sus bestias bits Dranzer y Draciel. Pero en la batalla final Tyson y Dragoon (bestia bit de Tyson) derrota Zeo y a Burning Cerberus. En el proceso de Tyson y el equipo de Max ganar el torneo mundial. Dranzer y Draciel regresan a sus beyluchadores originales, Kai y Max.

### Beyblade G-Revolution
Kai, Ray y Max dejaron a Tyson y se separaron para reunirse con sus antiguos equipos para que tengan la oportunidad de superar el uno al otro en el Campeonato Mundial. Esto deja sólo Tyson, Hilary y Kenny en el equipo. Un nuevo personaje llamado Daichi Sumeragi el cual posee una Bestia Bit llamada Strata-Dragoon, la cual resulta ser la hermana gemela de la Bestia Bit de Tyson, Dragoon y finalmente el hermano de Tyson, Hiro Granger, se unen. Una semana después de que los resultados de los campeonatos del mundo, Boris, el villano secundario de la primera temporada, dice que las cosas volverán a ser como eran antes. Sin embargo, declara que todas las tiendas deben vender Beyblades y sus partes asociadas a BEGA única Beybladers, de lo contrario no se les permitirá ejecutar las tiendas.
Tyson y el equipo encuentran algunas piezas en la tienda del padre de Max, que son insuficientes. A continuación, después de algún tiempo Kenny viene con la solución, que hace nuevo tipo de Beyblades, utilizando diferentes tipos de piezas. Pero todavía necesitan un miembro más, el cual para sorpresa de todos es Kai, quien al principio intentó unirse a BEGA pero perdió severamente contra Brooklyn, un Blader autodenominado genio el cual posee una Bestia Bit muy poderosa llamada Zeus, vuelve a unirse al equipo. Durante la competencia tanto Daichi y Ray pierden los dos primeros encuentros contra Ming-Ming la cual posee una Bestia Bit llamada Venus y Crusher, con su Bestia Bit llamada Gigars. Por su parte, Max se enfrenta en tercer combate con Mystel el cual posee una Bestia Bit llamada Poseidón y termina en un sorpresivo empate. Luego es el turno de Kai para enfrentar el invicto de Brooklyn. Kai derrota de Brooklyn en una batalla. A continuación, Tyson se enfrenta contra Garland el cual posee una Bestia Bit llamada Apolon, cuyo encuentro pareció estar cerrado para ambos, sin embargo Tyson consigue ganar, logrando empatar el torneo, 2 a 2, dejando el encuentro final como el decisivo. Por su parte Brooklyn se vuelve loco debido a su derrota contra Kai y este empieza a sacar una especie de aura oscura proveniente de los poderes oscuros de su Bestia Bit, Zeus y se enfrenta a Tyson en el combate definitivo. En el encuentro final, Tyson y Brooklyn se enfrentarán y a medida que la lucha final se recrudece, Tyson es capaz de absorber los poderes de cada Bestia Bit y con un ataque final derrota de Brooklyn y su Bestia Bit Zeus, logrando además de que Brooklyn recupere la razón. Por otro lado la corporación BEGA había caído gracias a los esfuerzos de los BladeBreakers (ahora renombrados como los G-revolution). El episodio termina con Tyson y Kai punto de tener un último encuentro.
En la versión japonesa del episodio termina con un final especial que muestra todos los personajes principales de la serie.

## Personajes
- Takao Kinomiya (Tyson Granger): Es un adolescente protagonista principal del anime. Tiene 13 años de edad en la serie original 14 en v force y 15 en G-revolution (11 en la primera temporada, 12 en V-Force y 13 en G-Revolution en la versión japonesa) y Vive con su abuelo debido a que su padre es arqueólogo y viaja por todo el mundo. A su abuelo le encantaría que su nieto fuera un gran espadachín, pero las metas de Tyson son otras. Tiene un hermano mayor llamado Hiro, el cual aparece en la tercera temporada. Es proclamado el mejor bey-luchador de Japón y a lo largo del anime consigue ser Tricampeón Mundial de Beyblade. Su bestia bit es Dragoon (Seiryū en la versión original) en las 3 series Tyson usa la misma gorra excepto sus vestimentas cambian en las tres temporadas.

- Kai Hiwatari: El más callado y el más fuerte de los BladeBreakers. Odia particularmente a Tyson; ya sea por mutua antipatía o porque tienen personalidades muy opuestas. Tiene 14 años de edad. Líder de los Shell Killers/Blade Sharks y también es líder de los BladeBreakers (y no Tyson) y temporalmente un miembro de los Demolition Boys. Su Bestia Bit es Dranzer (Suzaku en la versión original) y también tuvo posesión temporal de Black Dranzer y su ataque es sable de fuego.

- Rei Kon (Ray Kon): Es un joven proveniente de China, es un gran beyluchador que huyó de su pueblo y abandonó a su equipo original, los White Tigers. Tiene 14 años de edad, Es tranquilo, pero si pierde los nervios llega ser bastante feroz.. Al igual que Kai, tiene gran fuerza y determinación. Su Bestia Bit es Driger (Byakko en la versión original, Su ataque es gran relámpago y su mejor amigo es Max Mizuhara

- Max Mizuhara (Max Tate): Es el más entusiasta y alegre del equipo. Tiene 10 años de edad y es hijo de una Científica y un investigador. Es estadounidense, pero su padre es japonés. Su madre trabaja en EE. UU, y su padre maneja una tienda de beyblades. Su Bestia Bit es Draciel (Genbu en la versión original) y su ataque es gran maremoto.

- Manabu Saien o Kyojyu (Kenny o Jefe): Es uno de los amigos de Tyson. Recauda información y estadísticas de las batallas. Tiene 12 años de edad y posee una Bestia Bit adentro de su laptop, Dizzy, la cual no existe en la versión original. En G-Revolution tuvo un Beyblade, su nombre era Hopper.

- Daichi Sumeragi: Es una versión homóloga de Tyson. Aparece hasta la tercera temporada (G-Revolution). Huérfano de padre, ya que este murió tratando de salvar a sus compañeros de un derrumbe. En su lecho de muerte le pidió a Daichi ser el mejor y le heredó un beyblade. Ahora lucha con Tyson para cumplir la voluntad de su padre, la cual obtienen al ganar el Mundial de Beyblade en G-Revolution. Posee una gran fuerza inhumana. Aparece en la película y luego en G-Revolution. Su Bestia Bit es Strata Dragoon (Gaia Dragoon en la versión original) que es considerada como la bestia bit hermana de Dragoon y su ataque es el Great Cutter.

- Hiromi Tachibana (Hilary Tatibana): Aparece en V-Force, pero no existe en el manga. Es una compañera de Tyson de la escuela, hasta que descubre que él y sus amigos son beyluchadores, y los empieza a acompañar. No es beyluchadora pero a veces se interesa en ayudar a los Blade Breakers.

## Equipos de Beyblade G-revolution
Campeonato por equipos
BBA Revolution: Tyson (Líder), Daichi, Kenny, Hilary, Hiro (Entrenador).
WhiteTiger X: Ray (Líder), Lee, Mariah, Kevin, Gary, Maestro Tao (Entrenador).
PPB AllStarz: Max (Líder), Rick, Michael, Emily, Eddy, Steve (no aparece en g revolution), Judy (Entrenador).
Majestics: Robert (Líder) Olivier, Enrique, Johnny. Nunca participaron en el torneo porque fueron eliminados con las trampas del Batallón Barthez en el torneo europeo. Solo aparecen para ayudar a los BBA Revolution.
Blitzkrieg Boys: Tala (Líder), Kai, Spencer, Bryan, Ian (no aparece en g revolution).
Dinastía F: Julia (Líder), Raúl, Romero (Entrenador).
Batallón Barthez: Miguel (Líder), Claude, Mathilda, Aaron, Sr. Barthez (Entrenador).
Torneo Justice 5
G-revolutions: Tyson, Kai, Ray, Max, Kenny, Hilary, Daichi
Bega bladers: Garland, Brooklyn, Crusher, Ming Ming, Mystel.

## Partes del Beyblade
El Beyblade consta de varias partes:
- El Bit Chip: Es la pieza donde es almacenada la Bestia Bit.
- Anillo de Ataque: Es la pieza que le da el poder al Beyblade.
- Pesa: Es la pieza que le da el equilibrio.
- Blanza Trompo: Es la pieza que hace girar al Blade. Se le puede agregar accesorios como un resorte (Utilizado primera vez por Kenny en su batalla contra Kai)
- Lanzador: Este depende del Blader, puede ir desde un trozo de metal hasta una espada y escudo.
- La Punta de Rendimiento: es una pieza especial que da más fuerza al Beyblade. Hace su aparición en Beyblade: Metal Fusion.
- Magnecore System: Es la pieza que permite al Beyblade mantenerse estable en lugares con demasiado magnetismo en el Bey estadio, es visto durante la saga V-Force.
- Engine Gear System: Es la nueva versión de la punta de rendimiento original, la cual viene equipada con un pequeño motor de engranaje dentro de la misma base interna del Beyblade, para que el mismo tenga un arranque de poder extra para girar por más tiempo y atacar con más fuerza, este sistema es usado en su totalidad durante la saga G Revolution.
- Hard Metal System: Es la última versión de Beyblade usada solo hasta la última temporada de la serie, este Beyblade es mucho más pequeño que uno promedio, ya que fue diseñado por Kenny y Emily, luego de que Boris y la asociación BEGA los privaran de las piezas originales para construirlos, optaron por crear una nueva versión, pero a diferencia de otros Beyblades comunes, estos tienen un poder mucho mayor que ninguno otro conocido, sin embargo a pesar de su tamaño no son fáciles de controlar ya que para hacerlo se requiere de un riguroso entrenamiento para poder controlarlos y usar al 100% la capacidad de su poder, es visto en los últimos capítulos de la saga G Revolution.

## Banda sonora
Openings
Primera temporada
1. "Fighting Spirits", por System-B.

Segunda temporada
1. "Off the Chains", por Toss&Turn.
2. "Jet", por Fairy Fore.

Tercera temporada
1. "Go Ahead ~ Bokura no Jidai e", por Motoko Kumai.
2. "Identified", por Springs.

Endings
Primera temporada
1. "Cheer Song" por System-B.

Segunda temporada
1. "Urban Love", por Shiori.
2. "What's the Answer", por Retro G-Style.

Tercera temporada
1. "Oh Yes!", por Sista con Yuka.
2. "Kaze no Fuku Basho", por Makiyo.
3. "Sign of Wish", por Makiyo.

Nota:En la versión norteamericana y sus derivadas, todos los temas fueron sustituidos por "Let's Beyblade", con vocal en las aberturas e instrumental en los cierres.

## Manga
El manga es muy diferente del anime. En México está siendo distribuido por Editorial VID.
El manga tiene 14 tomos y fue traducido y vendido en varios países. Los tomos también tienen epílogos y notas de Takao Aoki (el creador).
Personajes como Kai o Tala tienen distintas historias, y son más oscuros. Por ejemplo, Tala (Yuriy en la versión original) es un personaje serio debido al alcoholismo de su padre y el abandono de su madre cuando apenas tenía 8 años; y estos eventos no son narrados en el anime. También los eventos son más rápidos y algunos eventos del anime no ocurren en la historia original.
A diferencia del anime, donde Takao y Kai poseen un protagonismo dominante, dejando a Rei y Max en segundo plano; en el manga, los cuatro personajes tienen una participación verdaderamente protagónica.
Varios de los enfrentamientos son cambiados casi en su totalidad. Los White Tigers, los Demolition Boys y los demás equipos se enfrentan a los BladeBreakers en circunstancias completamente distintas, puesto que en el manga solo hay un Torneo mundial, el cual es ajeno a los torneos mostrados en la serie.
Adicionalmente, narra la historia de Daichi antes de unirse a los Blade Breakers. En su viaje para ser el mejor beyluchador de Japón, conoce a muchos amigos y luchadores que no aparecen en el anime (como Hikaru Tomonji o Kennosuke Shishi).
Al final del manga hay un capítulo especial que narra la vida de los Blade Breakers 15 años después, con sus hijos.

## Videojuegos
Han salido múltiples juegos basados en esta serie:
- Beyblade V Force (Gameboy Advance)
- Beyblade (Game Boy Color, solo Japón)
- Beyblade (PlayStation)
- Beyblade 2 (PlayStation, solo Japón)
- BeyBlade V Force: Super Tournament Battle (GameCube)
- Beyblade: GRevolution (Game Boy Advance)
- Beyblade Ultimate Blader Jam (Game Boy Advance)
- Bakuten Shoot Beyblade 2002: Takao Version (Game Boy Advance, solo Japón)
- Bakuten Shoot Beyblade 2002: Daichi Version (Game Boy Advance, solo Japón)